# 箱根小王子博物館
箱根小王子博物館（日语：箱根★サン＝テグジュペリ 星の王子さまミュージアム）是位於日本神奈川縣箱根町仙石原的博物館，專門展出與《小王子》及其作者安東尼·迪·聖-修伯里有關的展品。該館開幕於1999年6月29日，即聖修伯里誕生100周年之際。
博物館呈現了《小王子》書中的情節與人物，其中設有小王子及其B612星球的雕塑、「小王子庭院」、模仿1930年代時期的咖啡館、模仿聖修伯里童年時期的教會、聖修伯里生平展示空間等等。館內的禮品店出售《小王子》的相關商品。
由於新冠肺炎（COVID-19）流行導致訪客減少以及建物老朽等因素，該博物館於2023年3月31日停止營運。

## 外部連結
- 官方网站（日語）

35°16′0.6″N 139°0′47.8″E / 35.266833°N 139.013278°E